# Nid d'abeilles (gâteau)
Pour les articles homonymes, voir Nid d'abeilles.

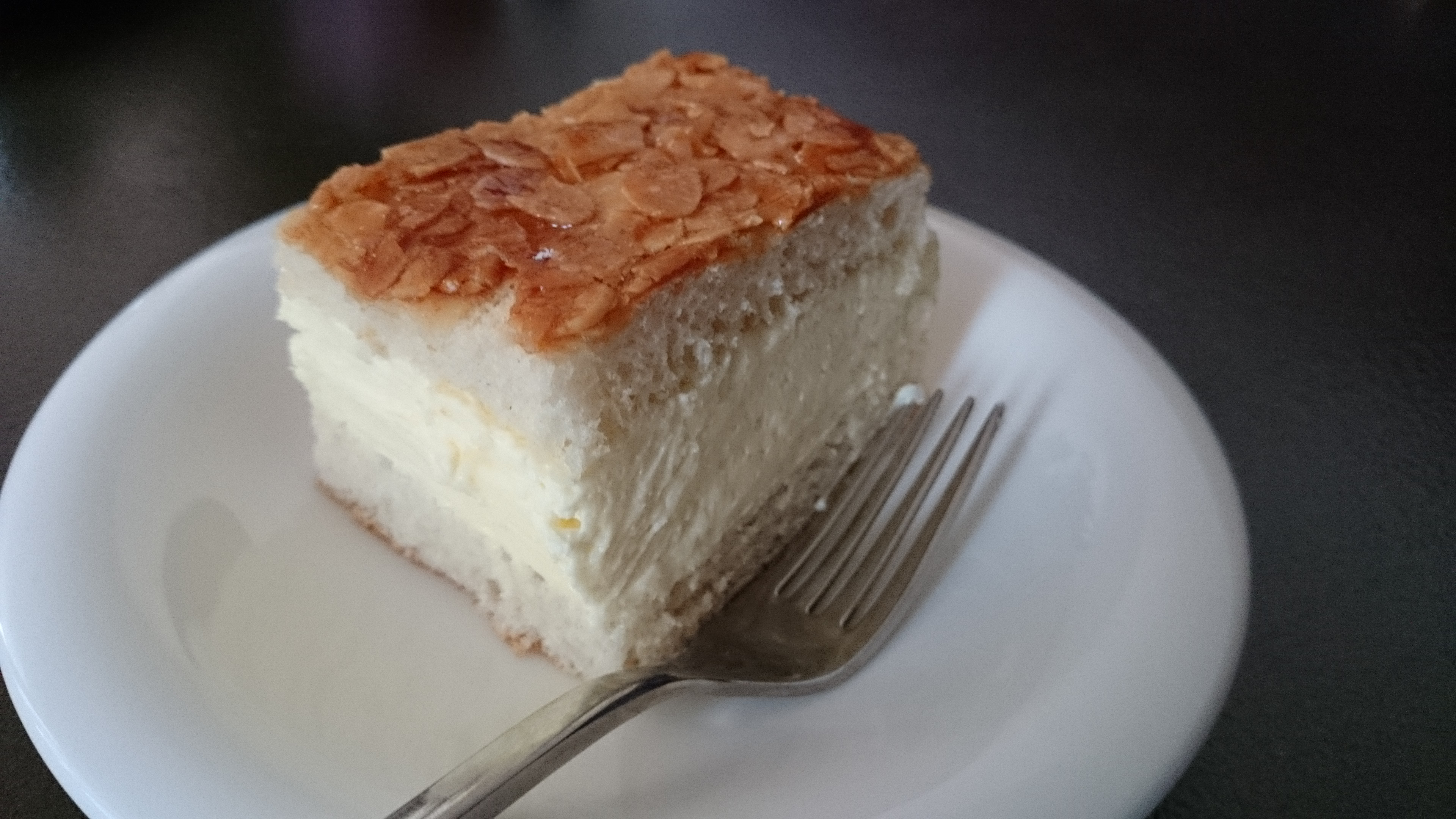
Nid d'abeilles.

Le nid d'abeilles ou nid d'abeille (Bienenstich en allemand, Bieneschdìsch en francique lorrain) est un gâteau originaire d'Allemagne, d'Alsace et de la Moselle germanophone.

## Caractéristiques
Il est composé de pâte briochée fourrée à la crème pâtissière, de miel, de vanille et garnie d'amandes. La tarte tropézienne en est une variante.

## Origine du nom
La terminologie « nid d'abeilles » n'est pas claire. Elle viendrait d'une légende. En 1474, des habitants de Linz am Rhein attaquent la ville voisine d'Andernach. Des pâtissiers apprentis du haut des remparts d'Andernach se défendent en jetant des nids d'abeille pour faire partir les attaquants. Ce gâteau fut inventé pour célébrer cette victoire, et voir vidéo à 1 min 41 dans ).